# Pangupterus
Pangupterus (nombre que significa "ala de Pangu") es un género extinto de pterosaurio pterodactiloideo cuyos restos fueron encontrados en la Formación Jiufotang de China, la cual data del Cretácico Inferior.
Es conocido a partir de una mandíbula completa en su mayor parte, la cual tiene 36 dientes cónicos y delgados, espaciados de manera uniforme los cuales sobresalen formando un ángulo en su punta. Algunos de los dientes son más pequeños que los otros, y parecen ser dientes de reemplazo. Estos dientes no son conocidos en otros pterosaurios dentados de la Formación Jiufotang con material comparable, y esta especializada morfología dental es un indicio de un modo de vida piscívoro.
Aunque no se llevaron a cabo análisis filogenéticos para determinar sus afinidades, Pangupterus tiene un pequeño proceso, llamado odontoide, al final del dentario; dicho proceso es también conocido en los istiodactílidos Longchengpterus e Istiodactylus.